# Georgij Jakovlevič Sedov

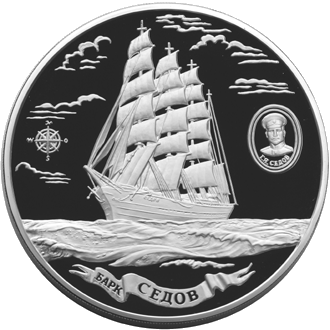
Moneta commemorativa dedicata al brigantino Sedov

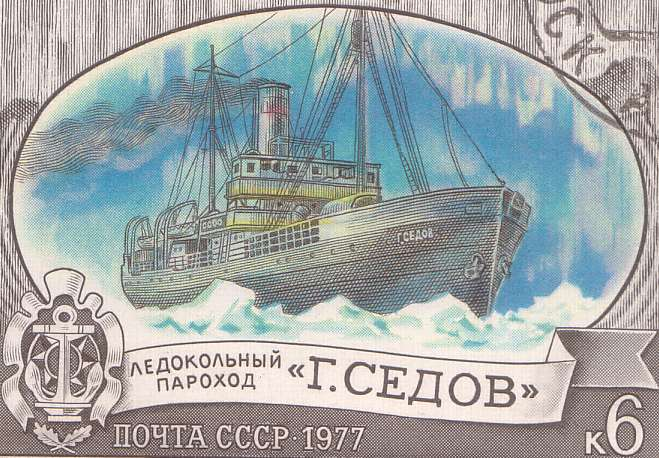
Francobollo sovietico con l'immagine della rompighiaccio Sedov

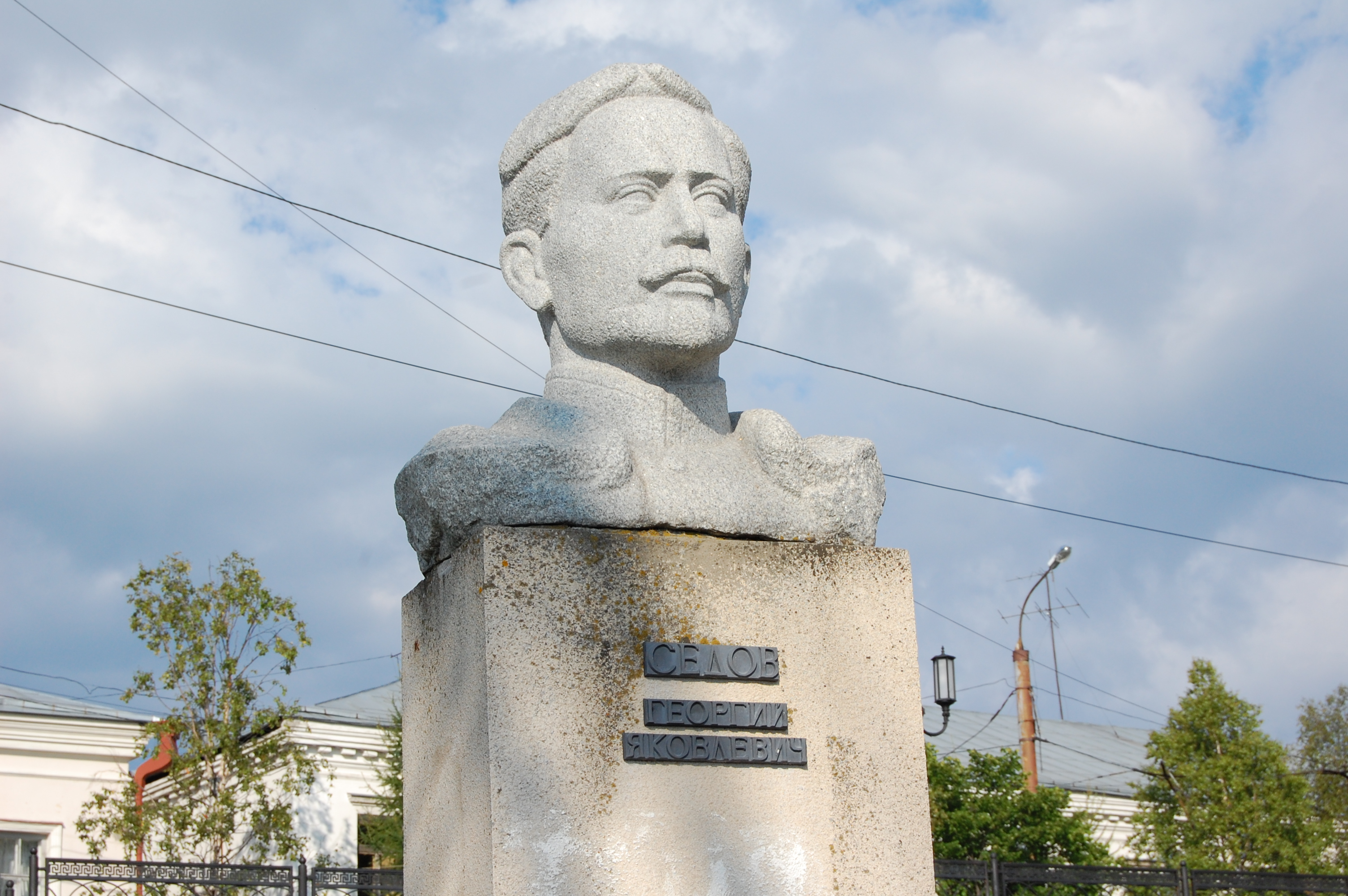
Monumento a Sedov ad Arcangelo

Georgij Jakovlevič Sedov, in russo Георгий Яковлевич Седов? (23 aprile o 5 maggio 1877 – 5 marzo o 20 febbraio 1914), è stato un navigatore, esploratore e cartografo russo, membro della Società geografica russa, morto nel tentativo di raggiungere il Polo Nord.

## Biografia
Nato in una famiglia di pescatori nel villaggio di Krivaya Kosa nell'allora distretto di Taganrog (attualmente rajon ucraino di Novoazovsk nell'oblast' di Donec'k), frequentò la scuola nautica di Rostov sul Don e fu promosso tenente, nel 1901, dopo il collegio navale.
Nel 1902-1903, partecipò ad una spedizione idrografica nel mar Glaciale Artico. Durante la guerra russo-giapponese è stato responsabile di una torpediniera (1905). Nel 1909, guidò la spedizione di rilevamento alla foce del fiume Kolyma. Un anno dopo Sedov esplorò il golfo Krestovaja (губа Крестовая) dell'isola Severnyj (Novaja Zemlja).
Nel 1912, propose una spedizione con le slitte per raggiungere il Polo Nord. Il governo zarista rifiutò di finanziare il progetto e la spedizione fu organizzata con l'aiuto di fonti private. Faceva parte della spedizione l'oceanografo Wladimir Wiese.
Il 14 agosto (o il 27) del 1912, la goletta di Sedov, la Svjatoj velikomučenik Foka (Святой великомученик Фока, Santo martire Foka) lasciò Arcangelo e dovette rimanere per l'inverno successivo alla Novaja Zemlja a causa del ghiaccio. La spedizione raggiunse la Terra di Francesco Giuseppe solo nell'agosto del 1913, e dovette tuttavia rimanere per il secondo inverno nella baia Tichaja (sull'isola di Hooker) a causa della mancanza di carbone. Nel febbraio del 1914, Sedov (già ammalato di scorbuto) partì per il Polo Nord con i cani da slitta.
Morì poco prima di raggiungere l'isola del Principe Rodolfo, e fu sepolto a capo Auk (мыс Аук). Sulla via del ritorno, nella Terra di Francesco Giuseppe, il Svjatoj Foka salvò due superstiti della spedizione di Georgij L'vovič Brusilov, tra cui Valerian Ivanovič Al'banov. Nella ricerca delle spedizioni di Sedov, Brusilov e Rusanov, il pioniere dell'aviazione Jan Nagórski fu il primo a sorvolare l'Artico, acquisendo una preziosa esperienza per le successive spedizioni aeronautiche nella regione.

## Luoghi a lui dedicati
- L'arcipelago di Sedov che fa parte della Severnaja Zemlja.
- La cittadina di Sedovo, sulla sponda settentrionale del mar d'Azov nell'oblast' di Donec'k, in Ucraina (47°04′25″N 38°09′37″E).
- La nave rompighiaccio a vapore G. Sedov.
- Il brigantino Sedov, nave scuola della Marina militare russa[3].
- Il ghiacciaio e capo Sedov sull'isola di Hooker nell'arcipelago della Terra di Francesco Giuseppe (80°19′59″N 52°46′42″E).
- Capo Sedov in Antartide (69°22′00″N 14°05′00″E)[4].
- L'Istituto di trasporto navale G. J. Sedov a Rostov sul Don.